# John Michell (escritor)
John Frederick Carden Michell (9 de febrero de 1933 – 24 de abril de 2009) fue un autor y esoterista inglés que fue una figura destacada en el desarrollo del movimiento de los misterios de la Tierra. A lo largo de su vida, publicó más de cuarenta libros sobre una variedad de temas diferentes, siendo un defensor de la escuela tradicionalista de pensamiento esotérico.
Nacido en Londres en una familia adinerada, Michell se educó en Cheam School y Eton College antes de trabajar como traductor de ruso en la Royal Navy durante dos años. Después de suspender una licenciatura en ruso y alemán en el Trinity College de Cambridge, regresó a Londres y trabajó para el negocio inmobiliario de su padre, desarrollando allí su interés por la ufología. Abrazando las ideas contraculturales del movimiento de los misterios de la Tierra durante la década de 1960, en The Flying Saucer Vision se basó en las ideas de Alfred Watkins sobre las líneas ley argumentando que representaban marcas lineales creadas en la prehistoria para guiar naves espaciales extraterrestres. Siguió esto con su trabajo más influyente, The View Over Atlantis, en 1969. Sus ideas estaban en desacuerdo con las de los arqueólogos académicos, por quienes expresó su desprecio. Michell creía en la existencia de una antigua tradición espiritual que conectaba a la humanidad con la divinidad, pero que se había perdido como resultado de la modernidad. Sin embargo, creía que esta tradición se reviviría y que la humanidad entraría en una Edad de Oro, con Gran Bretaña como el centro de esta transformación.
Las otras publicaciones de Michell cubrieron una gama ecléctica de temas e incluyeron una descripción general sobre la cuestión de la autoría de Shakespeare, un tratado condenando a Salman Rushdie durante la controversia de The Satanic Verses y un libro de citas de Adolf Hitler. Muy interesado en el fenómeno de los círculos en los cultivos, cofundó una revista dedicada al tema, The Cereologist, en 1990, y fue su editor inicial. Desde 1992 hasta su muerte, escribió una columna para la revista The Oldie, que se dedicó en gran parte a sus opiniones antimodernistas. Lo acompañó con una columna sobre temas esotéricos para el tabloide Daily Mirror. Michell, longevo fumador de marihuana, murió de cáncer de pulmón en 2009.
El impacto de Michell en el movimiento de los misterios de la Tierra fue considerable y, a través de él, también influyó en el movimiento pagano británico. Durante la década de 2000, sus ideas también demostraron una influencia en el sector radical tradicionalista de la Nueva Derecha.

## Biografía

### Primeros años
John Frederick Carden Michell nació en Londres el 9 de febrero de 1933. Su padre, Alfred Henry Michell, era descendiente de Cornualles y Gales y trabajaba como comerciante de propiedades en la capital, mientras que su madre Enid Evelyn (de soltera Carden ) era hija del mayor Sir Frederick Carden, tercer baronet, bisnieta de sir Robert Carden, primer baronet, que se desempeñó como alcalde de Londres en 1857, y tres veces bisnieta de John Walter, fundador del periódico The Times. El mayor de tres hermanos, los hermanos de Michell se llamaban Charles y Clare. Michell se crio en Stargroves, la finca victoriana de su abuelo materno en Berkshire Downs cerca de Newbury, y fue aquí donde desarrolló un amor por el campo, aprendiendo sobre la flora y fauna local de un naturalista vecino. Fue criado en la denominación anglicana del cristianismo, aunque en su vida posterior rechazó la religión. Michell fue educado inicialmente como interno en la preparatoria Escuela Cheam, donde fue Head Boy y se destacó en el salto de altura. De allí fue a estudiar a Eton College, donde fue contemporáneo de Lord Moyne e Ian Cameron, el padre del futuro primer ministro David Cameron.
Pasó sus dos años de servicio nacional en la Royal Navy, tiempo durante el cual se graduó como traductor de ruso en la Escuela de Estudios Eslavos. Luego pasó a estudiar ruso y alemán en el Trinity College de Cambridge, aunque no pudo obtener ni siquiera un título de tercera clase. Se graduó como topógrafo colegiado en una empresa en Gloucestershire, antes de regresar a Londres para trabajar en el negocio inmobiliario de su padre. Al comentar sobre este trabajo, luego declaró que «era bastante divertido, pero por supuesto que no era bueno en eso», con especuladores inmobiliarios erosionando gran parte de su fortuna.
En 1966 una de sus propiedades, el sótano de su propia residencia, se convirtió en la base de la London Free School. El activista del Poder Negro Michael X, que anteriormente había dirigido un club de juego en el sótano, ahora se había vuelto activo en la organización de la LFS y había llevado a Michell a actividades contraculturales. Michell comenzó a ofrecer cursos sobre ovnis y líneas ley. En 1964, con Jocasta Innes, tuvo un hijo, Jason Goodwin, que también se convirtió en escritor. La relación con Innes no duró. Jason Goodwin no conoció a su padre biológico hasta 1992, a la edad de 28 años, momento en el que se volvieron bastante cercanos.

### En el movimiento Misterios de la Tierra
Michell desarrolló un interés en la ufología y los misterios de la Tierra después de asistir a una charla dada por Jimmy Goddard en la Biblioteca Central de Kensington sobre el tema de «Leys and Orthonies» en noviembre de 1965. La primera publicación de Michell sobre el tema de la ufología fue el artículo Platillos Volantes, que apareció en la edición del 30 de enero de 1967 del periódico contracultural International Times. Procedió a escribir un libro sobre el tema, pero perdió el manuscrito original después de dejarlo accidentalmente en un café del norte de Londres, en el que tuvo que reescribirlo. El libro finalmente se publicó como The Flying Saucer Vision, publicado en 1967, cuando Michell tenía 35 años.
The Flying Saucer Vision tomó la idea de Tony Wedd de que las líneas ley –supuestas vías a través del paisaje cuya existencia fue discutida por primera vez por Alfred Watkins– representaban marcadores para el vuelo de naves espaciales extraterrestres y se basaban en ellas, argumentando que la sociedad humana primitiva fue ayudada por extraterrestres. entidades que eran entendidas como dioses, pero que estos extraterrestres habían abandonado a la humanidad debido a la codicia de esta última por el desarrollo material y tecnológico. Según Lachman, en ese momento Michell consideró que «una revelación inminente de alcance literalmente inconcebible» estaba a la mano, y que la aparición de ovnis estaba vinculada al «comienzo de una nueva fase en nuestra historia». Muchos fanáticos del trabajo de Michell lo consideran «con mucho su libro más impresionante». En su historia social de la ufología, David Clarke y Andy Roberts afirmaron que el trabajo de Michell fue «el catalizador y timonel» del creciente interés por los ovnis entre el sector hippie de la contracultura.
Posteriormente, hubo un cambio en el énfasis de Michell a medida que se interesó cada vez más en los paisajes en los que creía que se podían encontrar líneas ley en lugar de los propios ovnis. Escribió un artículo sobre «Lung Mei y los caminos del dragón de Inglaterra» para un número de septiembre de 1967 de la revista Image, en el que comparó las líneas ley británicas con la idea mitológica china de las líneas lung mei, argumentando que esto era una prueba de un culto de dragones precristiano generalizado en la antigua Gran Bretaña. Se basó en estas ideas para The View Over Atlantis, un libro que publicó de forma privada en 1969, con una reedición tres años más tarde. Creyendo que esta energía terrestre es un fenómeno magnético real que surge naturalmente del suelo, Michell argumentó que una antigua élite científico-religiosa había viajado por el mundo construyendo las líneas y varios monumentos megalíticos con el fin de canalizar esta energía y dirigirla hacia el bien de la humanidad. El tono de su trabajo reflejaba «un ferviente sentimiento religioso», describiendo la existencia de un antiguo, universal y verdadero sistema de creencias que alguna vez se extendió por el mundo antiguo, pero que se había perdido por la degeneración de las generaciones posteriores. Sin embargo, agregó que este conocimiento antiguo sería revivido con el amanecer de la Era de Acuario, permitiendo lo que Michell describió como el «redescubrimiento del acceso a la voluntad divina».

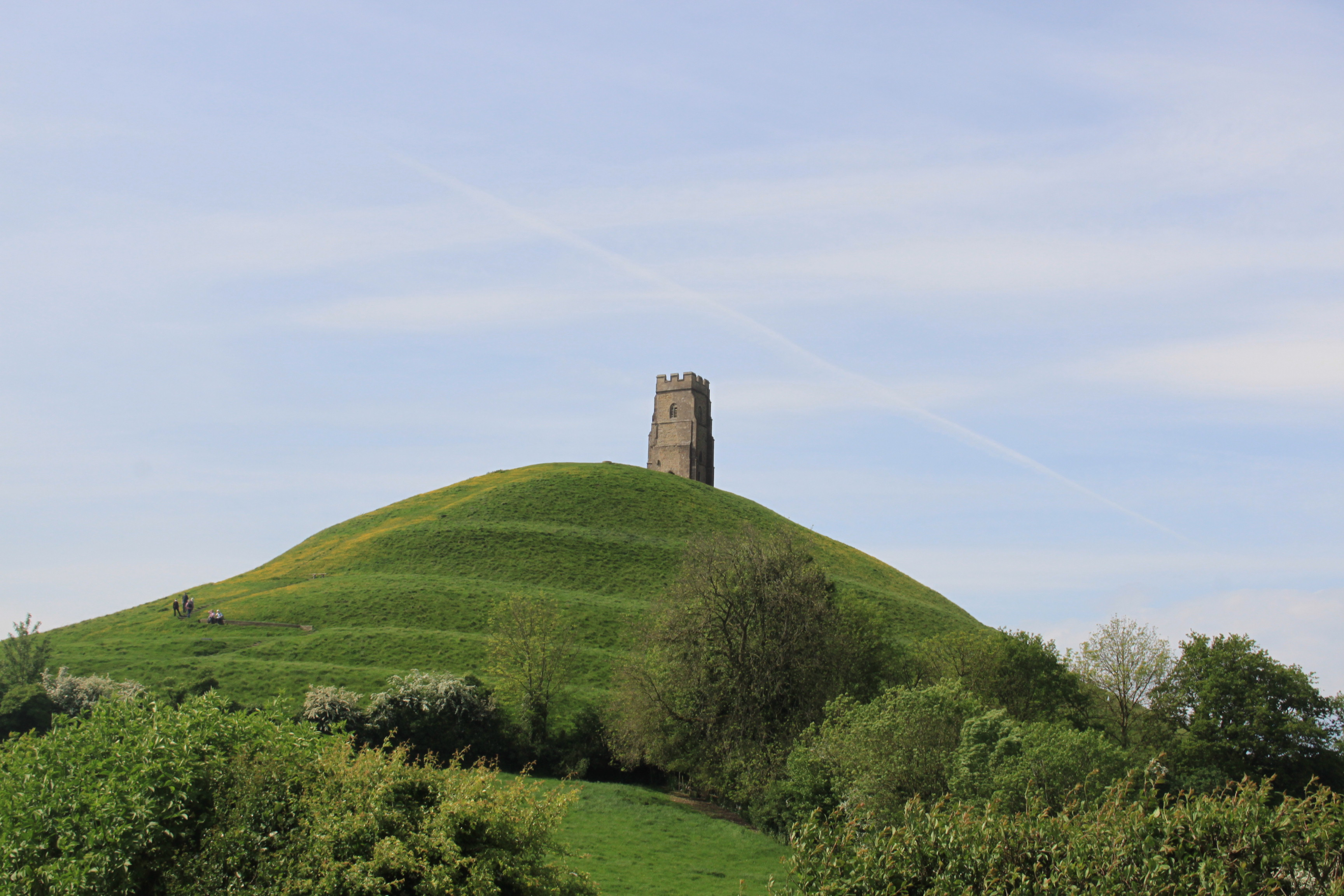
Michell vio Glastonbury (en la foto) como un lugar de poder sagrado.

La erudita de estudios paganos Amy Hale declaró que The View Over Atlantis fue «un gran éxito contracultural», mientras que el historiador Ronald Hutton lo describió como «casi el documento fundacional del movimiento moderno de misterios de la tierra». El cazador de leys y más tarde biógrafo Paul Screeton lo consideró un trabajo «innovador» que «re-encantó el paisaje británico y empoderó a una generación para buscar y apreciar la dimensión espiritual del campo, atrayéndolos a despertar la tranquila ciudad de Glastonbury». El libro inspiró una serie de publicaciones sobre Misterios de la Tierra en las décadas de 1970 y 1980, acompañadas por el crecimiento del movimiento de caza de leys. Entre las obras más destacadas que se basaron en las ideas de Michell durante este período se encuentran Mysterious Britain de Janet y Colin Bord, que las utilizó en su presentación de un nomenclátor de sitios antiguos, y Quicksilver Heritage de Paul Screeton, que argumentó que el Neolítico Había sido un tiempo dedicado a los esfuerzos espirituales que se habían visto corrompidos por la aparición de las tecnologías del metal. Michell se asoció con muchas personas activas en esta comunidad de cazadores de leyes, y en julio de 1971 fue uno de los muchos asistentes a un pícnic de cazadores de leyes celebrado en Risbury Camp, la reunión al aire libre más grande del movimiento desde 1939.
En mayo de 1969, Michell estableció un grupo conocido como Research Into Lost Knowledge Organization (RILKO) con sus amigos Keith Critchlow y Mary Williams. Junto con Garnstone Press, RILKO fundó la Biblioteca de Prehistoria y Ciencia Antigua, una serie de libros que sacó reimpresiones de obras más antiguas, como The Old Straight Track de Watkins y The Canon de William Stirling, que contenían Prólogo de Michell. Michell también fundó una pequeña editorial propia, West Country Editions, a través de la cual publicó su propia A Little History of Bladud en 1973, así como una reimpresión del libro de 1919 de Howard C. Levis Bladud of Bath. Con su amigo John «Peewee» Michael, que vivía en Bristol, Michell también estableció una segunda imprenta pequeña, Pentacle Books, aunque no logró convertirse en un éxito comercial y duró poco.
Michell participó en el festival de música Glastonbury Fayre del verano de 1971 cerca de Pilton, Somerset, donde el escenario piramidal se construyó según las especificaciones de Michell y se situó en lo que, según él, era el vértice de dos líneas ley. A través de Michael Rainey, Michell conoció a los miembros de la banda de rock The Rolling Stones en la casa de Courtfield Road del miembro de la banda Brian Jones. Michell se hizo amigo del cantante principal de la banda, Mick Jagger, y acompañó a la banda en una visita a Stonehenge. Michell luego fue de visita a Woolhope en Herefordshire con Keith Richards, Anita Pallenberg, Christopher Gibbs y el cineasta Kenneth Anger, donde buscaron líneas ley y ovnis. Marianne Faithfull contó más tarde que el miembro de la banda Jones estaba particularmente interesado en las ideas de Michell. Más tarde se reuniría con los miembros de The Grateful Dead en su gira europea de 1972; Los miembros de la banda Phil Lesh y Jerry García expresaron interés en las ideas de Earth Mysteries de Michell.
El impacto de Michell en la subcultura hippie fue reconocido por los principales medios de comunicación, y fue invitado a enviar un artículo titulado Platillos voladores a The Listener en mayo de 1968, que fue acompañado por un artículo crítico del editor Karl Miller, en el que Michell fue descrito como «menos hippy, tal vez, que el consejero de un hippy, uno de sus Merlins más jóvenes». Hale señaló que Michell promovió la idea de «Inglaterra como un lugar de redención espiritual en la Nueva Era», reuniendo «ideas populares sobre geometría sagrada, druidas, paisajes sagrados, energías terrestres, Atlántida y ovnis».
En 1972 Michell publicó una secuela de The View Over Atlantis como City of Revelation. Poco después de la publicación, declaró que había escrito la obra en «casi dos años de soledad casi total e intenso estudio en Bath». Este trabajo fue más complejo que su predecesor, incluyendo capítulos sobre geometría sagrada, numerología, gematría y el concepto esotérico de la Nueva Jerusalén, y requirió una comprensión de las matemáticas y los clásicos para seguir sus argumentos. Bob Rickard, editor fundador de Fortean Times, escribió que los primeros tres trabajos de Michell «proporcionaron una síntesis y un contexto para todas las demás rarezas de la época. Es justo decir que jugó un papel importante en la fundación de Fortean Times al ayudar a crear lectores que querían más cosas en las que pensar y un lugar para discutirlas. El efecto general fue ayudar a que el creciente interés por los fenómenos extraños se extendiera a la cultura dominante».

### Desafiando a la arqueología académica

Diagrama de geometría sagrada de la Nueva Jerusalén de Michell

El trabajo de Michell y otros en las comunidades de caza ley y misterios de la Tierra fue rechazado por el establecimiento arqueológico profesional, con el prominente arqueólogo británico Glyn Daniel denunciando lo que él percibía como la «franja lunática». A su vez, Michell fue hostil a los arqueólogos profesionales y académicos, acusándolos de «caza de tesoros y robo de tumbas» y viéndolos como representaciones de lo que interpretó como los males de la modernidad. En respuesta a la negativa de la comunidad arqueológica académica a tomarse en serio la idea de las líneas ley, en 1970 Michell ofreció un desafío a los arqueólogos profesionales para refutar sus ideas con respecto a las leys de la Península Occidental. Dijo que si se demostraba que estaba equivocado, donaría una gran suma a la caridad, pero en ese momento nadie aceptó su oferta.
Sin embargo, en 1983 su estudio de caso fue analizado por dos arqueólogos, Tom Williamson y Liz Bellamy, como parte de su trabajo Ley Lines in Question, un análisis crítico de la evidencia de las líneas ley. Destacaron que Michell había incluido erróneamente cruces medievales y características naturales en su definición de monumentos prehistóricos tardíos, y que los argumentos a favor de las líneas ley más ampliamente no podían sostenerse. El impacto de su trabajo en la comunidad de cazadores de leyes fue sustancial, con una sección moviéndose en una dirección más completamente religiosa al declarar que las leyes solo podían ser detectadas por intuición, y la otra renunciando a una creencia de línea ley en favor de un análisis más enraizado etnográficamente de las conexiones lineales en el paisaje. En respuesta a su trabajo, Michell dijo que «lo siento por Williamson y Bellamy porque lo más emocionante que pueden encontrar para hacer con su juventud es desacreditar la visión de ley».
En 1983 Michell publicó una versión alterada de su obra más conocida como The New View Over Atlantis.
Ioan Culianu, especialista en gnosticismo y estudios esotéricos del Renacimiento, en una reseña de 1991 de The Dimensions of Paradise: The Proportions and Symbolic Numbers in Ancient Cosmology, expresó la opinión de que, "Después de algunas deliberaciones, el lector de este libro oscilará entre dos hipótesis: o que muchos misterios del universo se basan en números, o que el autor del libro es un maniático bastante erudito obsesionado con los números ".
En 1970, Michell fundó la Anti-Metrification Board para oponerse a la adopción del sistema métrico de medición en el Reino Unido. Creyendo que el sistema imperial de medición establecido tenía orígenes tanto antiguos como sagrados, a través de la Junta publicó un boletín, Just Measure. En 1972 publicó el primero de sus «Papeles del Tradicionalismo Radical», Una defensa de las medidas sagradas, en el que expone su oposición al sistema métrico. En su tercer artículo tradicionalista radical, publicado en 1973, argumentó en contra del control de la población, criticó las ideas de Thomas Robert Malthus y argumentó que el uso correcto de los recursos podría mantener una población humana en constante crecimiento. Su quinto Documento Tradicionalista Radical, Concordancia a los Altos Monárquicos, ofreció la solución propuesta por Michell a Los Problemas de Irlanda del Norte; en su opinión, Irlanda debería dividirse en cuatro provincias, cada una administrada por separado pero todas en última instancia prometiendo lealtad a un Gran Rey, reflejando así lo que Michell creía que era la organización sociopolítica de la Irlanda prehistórica.

### Otras publicaciones
Tras la ejecución de Michael X en 1975 por un asesinato cometido en Trinidad, Michell publicó un folleto de recuerdo para conmemorar la ejecución, afirmando que todas las regalías de su publicación irían a la viuda de Michael X. En 1976 publicó The Hip Pocket Hitler, un libro que contenía las citas de Adolf Hitler que Michell consideró divertidas o perspicaces, buscando así retratar un lado de Hitler más favorable que el paradigma dominante. En 1979 proporcionó una introducción a una traducción de Inventorum Natura de Plinio el Viejo, que había sido ilustrada por Una Woodruff. Ese mismo año publicó Simulcra, una obra en la que examinaba rostros percibidos en formas naturales como árboles. En colaboración con Bob Rickard, en 1977 Michell publicó Phenomena: A Book of Wonders, una obra enciclopédica dedicada a fenómenos paranormales y forteanos que cubría temas como ovnis, hombres lobo, monstruos laustre y combustión humana espontánea. Siguieron esto con un segundo volumen enciclopédico, Maravillas vivientes: Misterios y curiosidades del mundo animal, que apareció en 1982 y se dedicó a temas forteanos que involucran animales, y gran parte de él se centra en temas criptozoológicos.
En 1984 publicó Vidas excéntricas y nociones peculiares, en la que proporcionó breves biografías de varias figuras cuyas ideas habían sido rechazadas por la academia y la sociedad dominantes, entre ellas Nesta Webster, Iolo Morganwg, Brinsley Le Poer Trench y Comyns Beaumont. En Euphonics: A Poet's Dictionary of Sounds, luego argumentó que cada nombre representa una «imitación vocal» del sujeto que describe, por ejemplo, argumentando que 's' aparece en las palabras 'serpiente' porque se asemeja al movimiento curvo del animal. Tras la controversia que estalló en torno al libro de Salman Rushdie The Satanic Verses de 1988, Michell publicó un tratado condenando a Rushdie, acusándolo de insultar deliberada y provocativamente al Islam. Titulado El insulto de Rushdie, Michell posteriormente retiró la publicación.
Michell estaba muy interesado en el fenómeno de los círculos en los cultivos y, con Christine Rhone y Richard Adams, creó una revista dedicada al tema en 1990. Inicialmente titulado The Cereologist, algunos números se titularían alternativamente The Cerealogist, y aunque Michell se desempeñó inicialmente como editor de la revista, renunció después del noveno número, aunque continuó contribuyendo con artículos. En 1991, publicó un libro sobre el tema, Radiestesia de los círculos en los cultivos, y en 2001 siguió con un folleto titulado El rostro y el mensaje, que estaba dedicado a un círculo que representaba el rostro de un extraterrestre gris. que había aparecido en Hampshire en agosto de 2001. A pesar de la animosidad de larga data con la que Michell mantuvo la arqueología académica, en 1991 la revista arqueológica revisada por pares Antiquity lo invitó a escribir una reseña de una exhibición de Southbank, «Del arte a la arqueología», que fue debidamente publicado en la revista.
En la década de 1980, Michell fue miembro de la Asociación de Lindisfarne y profesor en su Escuela de Arquitectura Sagrada. Dio una conferencia en la Fundación Kairos, una «organización benéfica educativa fundada específicamente para promover la recuperación de los valores tradicionales en las Artes y las Ciencias». Durante algunos años fue profesor invitado en la Escuela de Artes Tradicionales del Príncipe de Gales, que había sido establecida por su amigo Keith Critchlow. Se convirtió en miembro de la Academia Temenos, una organización religiosa que tenía bases tradicionalistas.

### Columnista de periódico: 1992–2009
Desde enero de 1992 hasta su muerte, Michell publicó una columna mensual, Una voz ortodoxa, en la revista The Oldie. Principalmente usó esto como una salida para condenar al mundo moderno y criticar lo que él percibía como la estupidez de la mayoría de los humanos contemporáneos. Su primer artículo en este medio contenía un ataque a la evolución que resultó en una respuesta publicada del biólogo evolucionista Richard Dawkins. También usó su columna para fomentar el uso de drogas que alteran la mente, en particular LSD. Se publicarían dos antologías que reunían algunas de estas columnas de Oldie; el primero apareció en 1995 como Una voz ortodoxa, mientras que el segundo se publicó en 2005 como Confesiones de un tradicionalista radical y contenía una introducción del estudioso del esoterismo Joscelyn Godwin. Durante este período, Michell también fue autor ocasional de reseñas de libros para la revista conservadora The Spectator.

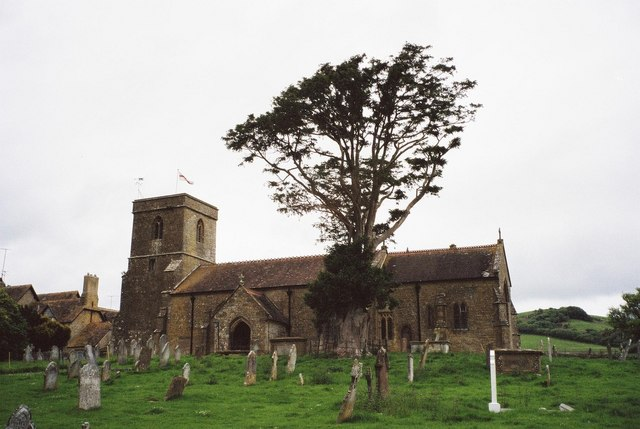
Iglesia de Santa María, Stoke Abbott, donde fue enterrado el cuerpo de Michell.

En 1996 Michell publicó ¿Quién escribió Shakespeare?, en el que esbozó varios candidatos en la pregunta de autoría de Shakespeare. Recibió críticas mixtas: Publishers Weekly fue crítico, mientras que The Washington Post y The Independent elogiaron su tratamiento del tema. Con motivo de su cincuenta aniversario en 1999, la editorial Thames and Hudson –que había publicado muchos trabajos de Michell– sugiere que una biografía fuese escrita por el amigo de Paul Michell Screeton. Michell, sin embargo, se negó a cooperar con el proyecto, que fue abandonado. En 2000, Michell publicó El templo de Jerusalén: una revelación, en el que describía su propia interpretación de la ciudad vieja de Jerusalén.
De 2001 a 2004 contribuyó con varias columnas al periódico sensacionalista The Mirror como parte de una serie en curso dirigida por el astrólogo Jonathan Cainer. Cainer había tratado de reunir a una variedad de esoteristas para escribir sobre temas relacionados, con colaboradores colaboradores de Michell como Mark Winter, Patty Greenall, Sarah Sirillan y Uri Geller. La serie llegó a su fin cuando Cainer dejó The Mirror para trabajar para el rival Daily Mail.
Un pintor entusiasta, en 2003 se llevó a cabo una exposición de sus obras en la Galería Christopher Gibbs. En abril de 2007, Michell se casó con Denise Price, la Archidruidea de la Orden de Druidas de Glastonbury, en una ceremonia celebrada en la Iglesia de San Benito de Glastonbury, aunque su relación terminó varios meses después. Michell contrajo cáncer de pulmón, y en sus últimos días fue hospitalizado en la casa de su hijo en Poole, Dorset, muriendo finalmente el 24 de abril de 2009, a la edad de 76 años. Su cuerpo fue enterrado en la Iglesia de Santa María en Stoke Abbott el Primero de Mayo. Luego se llevó a cabo un servicio de Iglesia alta conmemorativo en la Iglesia de Todos los Santos en Notting Hill, al que asistieron alrededor de 400 dolientes. Su obra, How the World is Made –que consideraba su «obra maestra»– se publicó póstumamente.

## Pensamiento
A lo largo de su vida, las «opiniones de Michell se mantuvieron relativamente estáticas», aunque con algunas excepciones. Caracterizó su punto de vista como «Tradicionalismo radical», que en sus palabras era una perspectiva «tanto idealista como arraigada en el sentido común». Michell fue un defensor de la escuela tradicionalista de pensamiento esotérico. Michell también estaba interesado en los escritos del filósofo tradicionalista Julius Evola, coincidiendo en particular con los sentimientos expresados en la Revuelta contra el mundo moderno. Se aferró a la creencia tradicionalista en una antigua tradición perenne que se encuentra en todo el mundo, creyendo que esto fue transmitido por un sacerdocio de acuerdo con la voluntad divina. Compartía la actitud tradicionalista del antimodernismo, creyendo que la modernidad había provocado el caos, la destrucción de la tierra y la degradación espiritual. Creía que la humanidad volvería a lo que él percibía como su orden natural y entraría en una Edad de Oro.
Screeton creía que a pesar de sus «obvios actos de liberalismo», Michell también tenía una «veta de derecha», con Hale describiendo a Mitchell como «bastante de derecha en muchas de sus opiniones». Ella pensó que sería «apto» para caracterizar el pensamiento de Mitchell como «tercer posicionista» por naturaleza.
Enfurecido por la idea de la evolución, Michell escribió en repetidas ocasiones artículos que la denunciaban como un falso mito de la creación. En cambio, adoptó un punto de vista al que Screeton se refirió como «creacionismo de diseño inteligente». consecuencia, fue particularmente crítico con Charles Darwin y Dawkins, criticando a este último junto al físico Stephen Hawking por pertenecer a «los marxistas decepcionados, políticos complacientes, mezquinos, traficantes de agravios y obispos ateos que marcaron la pauta en la sociedad moderna». Condenando la visión de la comunidad científica sobre el desarrollo de la Tierra y la humanidad, abrazó la afirmación de Richard Milton de que la Tierra tenía solo 20.000 años, así como la idea de Rupert Sheldrake con respecto a los «campos morfogenéticos», creyendo que fueron estos –y no la evolución biológica– que resultaron en cambios que ocurrieron dentro de las especies.
La concepción de Mitchell de los mundos físico y espiritual estuvo fuertemente influenciada por Platón. Creía que la geometría sagrada revelaba un esquema universal en el paisaje que reflejaba la estructura de los cielos. Sus puntos de vista sobre la geometría lo llevaron a la creencia de que las sociedades preindustriales de todo el mundo respetaban a la Tierra como una criatura viviente imbuida de su propio espíritu, y que los humanos luego crearon residencias permanentes para este espíritu. También abrazó la creencia en los principios de la astrología, la alquimia y la profecía, creyendo que todo había sido rechazado injustamente por el mundo moderno.
Descrito como un exponente de la «espiritualidad nativista británica», adoptó la visión del movimiento británico-israelita de que el pueblo británico representaba a los descendientes de las Diez tribus perdidas que se mencionan en el Antiguo Testamento. Michell a veces se refirió a su enfoque como «nacionalismo místico» e interpretó la isla de Gran Bretaña como sagrada, conectando esta actitud con las de William Blake y Lewis Spence. Adoptando una actitud milenialista, creía que en el futuro Gran Bretaña renacería como la Nueva Jerusalén con la llegada de una nueva Edad Dorada.
Creía que los humanos realmente deseaban vivir en un estado de orden extremo, considerando que una jerarquía social era natural e inevitable. En general opuesto a la democracia, excepto dentro de pequeños grupos en los que cada persona conocía al individuo elegido, Michell creía en cambio que las comunidades deberían ser dirigidas por un líder fuerte que personificara a la deidad solar. Este abrazo del derecho divino de los reyes lo llevó a creer que la reina Isabel II debería tomar el control de Gran Bretaña como un líder autoritario que podría interceder entre el pueblo británico y lo divino. Fue crítico del multiculturalismo en Gran Bretaña, creyendo que cada grupo étnico o cultural debería vivir de forma independiente en un área segregada de otros grupos, afirmando que esto permitiría que las tradiciones de un pueblo se mantuvieran vibrantes. No abrazó la supremacía racial, y sus ideas sobre este tema en cambio eran similares al etnopluralismo de Alain de Benoist y otros pensadores de la Nueva Derecha. Se opuso a la membresía británica de la Unión Europea y también se opuso a la transición del Reino Unido al sistema métrico, en lugar de favorecer el uso continuo de la medición imperial, creyendo que este último tenía vínculos con el orden divino utilizado por la sociedad antigua.

## Vida personal
Con más de 1'8 metros de altura, Michell fue descrito por el biógrafo y amigo Paul Screeton como «una personalidad carismática y una presencia imponente», siendo «plácidamente extrovertido y el epítome del encanto caballeroso», y por lo general parecía «alegre y optimista». De acuerdo con su origen de clase alta, fue descrito como de «una inconfundible altivez patricia», con «toda la seguridad en sí mismo, modales impecables y el encanto elegante de alguien nacido para la riqueza». Screeton describió a Michell como «sociable pero un poco tímido, modesto pero obstinado. Quijotesco en su comportamiento, era un anfitrión ejemplar y fastidioso y resuelto cuando se embarcaba en un proyecto», aunque también señaló que Michell estaba impaciente con aquellos que no compartían sus creencias y valores tradicionalistas.
De acuerdo con las normas dentro de la contracultura, Michell fumaba regularmente marihuana, y fomentaba públicamente el uso de drogas alucinógenas. Su periódico favorito era The Telegraph, un diario de derecha. Uno de sus pasatiempos era la carpintería y construyó algunas de las estanterías de libros de su casa. Aunque tenía una fuerte aversión por las computadoras y aconsejaba a sus lectores que no tuvieran una computadora personal, en su vida posterior obtuvo una para escribir sus escritos usando un procesador de texto. Durante muchos años, vivió en el número 11 de Powis Gardens en Notting Hill, al norte de Londres.

## Legado
Screeton describió a Michell como «un ícono contracultural», mientras que Hale declaró que a su muerte, Michell dejó «un rico legado de publicaciones e influencia cultural». En ese momento fue recordado como «un excéntrico británico encantador y campeón de los forasteros». Su influencia fue muy evidente en la comunidad pagana británica, y muchos paganos británicos estaban familiarizados con sus escritos. El arqueólogo Adam Stout señaló que Michell desempeñó «el papel principal en el redescubrimiento de la década de 1960» de la obra de Alfred Watkins. Hutton, por ejemplo, señaló que la influencia de las ideas de Michell podría verse en la Orden Druídica del Pendragon, un grupo pagano con sede en Leicestershire que surgió a la atención del público en 2004. Sus ideas sobre las energías de los dragones en el paisaje han se ha incorporado a novelas como The Spring of the Mountain de Judy Allen de 1973 y Annie and the Dragon de 2006 de Cara Louise.
Los libros de Michell recibieron una recepción ampliamente positiva entre los movimientos de la Nueva Era y los Misterios de la Tierra y se le reconoce como quizás «el escritor más articulado e influyente sobre el tema de las leys y los estudios alternativos del pasado». Ronald Hutton describe su investigación como parte de una arqueología alternativa «bastante inaceptable para la erudición ortodoxa». En consecuencia, Screeton señaló que durante su vida, Michell fue considerado «anatema, loco y malhumorado» por sus críticos, aunque rechazó la idea de que Michell era un «loco", alegando que tal acusación era «fundamentalmente equivocado».
Después de su muerte, varios aspectos del trabajo de Michell han sido adoptados por pensadores asociados con la Nueva Derecha europea y con corrientes de derecha relacionadas en los Estados Unidos. El término de Michell «Tradicionalismo Radical», que adoptó en su serie autoeditada de Papeles Tradicionalistas Radicales en las décadas de 1970 y 1980, más tarde sería tomado como un autodescriptor por Michael Moynihan y Joshua Buckley, los editores de la revista de derecha Tyr: Myth, Culture and Tradition desde su edición inaugural de 2002 en adelante. Los editores de Tyr dieron al término connotaciones políticas que no estaban presentes en el uso original del término por Michell. Hale creía que a través del tradicionalismo radical y la nueva derecha, los escritos de Mitchell han llegado a «una audiencia completamente nueva» donde tienen un «tipo de relevancia sorprendentemente diferente».

## Obra
- 1967 The Flying Saucer Vision: the Holy Grail Restored, Sidgwick & Jackson, Abacus Books, Ace. ISBN 978-0-349-12319-6
- 1969 The View Over Atlantis, HarperCollins, ISBN 978-0-902006-00-3; publicado por primera vez por Sago Press en Gran Bretaña en 1969; nueva edición por Garnstone Press en 1972 y Abacus en 1973.
- 1972 City of Revelation: On the Proportions and Symbolic Numbers of the Cosmic Temple, Garnstone Press, ISBN 978-0-85511-040-6, ISBN 0-85511-040-6
- 1974 The Old Stones of Land's End, Garnstone Press, ISBN 978-0-85511-370-4
- 1975 The Earth Spirit: Its Ways, Shrines, and Mysteries, Avon, ISBN 0-380-26880-9
- 1977 with R. J. M. Rickard, Phenomena: A Book of Wonders, Thames & Hudson, ISBN 0-500-01182-6
- 1977 A Little History of Astro-Archaeology: Stages In The Transformation Of A Heresy , Thames and Hudson, SBN-10: 0500275572 SBN-10: 0500275572, ISBN 978-0-500-27557-3 (reprimpreso 2001)
- 1979 Natural Likeness: Faces and Figures in Nature, Thames and Hudson, ISBN 0-525-47584-2
- 1979 Plinius Scundus C., Inventorum Natura, Harper Collins, English Latin, D. MacSweeney (translator) ISBN 0-06-014726-1
- 1981 Ancient Metrology: the Dimensions of Stonehenge and of the Whole World as Therein Symbolized, Pentacle Books, ISBN 0-906850-05-3
- 1982 Megalithomania: Artists, Antiquarians & Archaeologists at the Old Stone Monuments, Thames and Hudson ISBN 0-500-27235-2, Cornell University Press ISBN 0-8014-1479-2
- 1983 The New View Over Atlantis, Thames and Hudson ISBN 0-500-01302-0, ISBN 0-500-27312-X, ISBN 978-0-500-27312-8 (Much revised edition of The View Over Atlantis.)
- 1984 Eccentric Lives and Peculiar Notions , Thames and Hudson, reissued Harcourt Brace Jovanovich, ISBN 0-15-127358-8
- 1985 Stonehenge - Its Druids, Custodians, Festival and Future , Richard Adams Associates (June 1985) ISBN 0-948508-00-0, ISBN 978-0-948508-00-4
- 1988 Geosophy - An Overview of Earth Mysteries.[108] Paul Devereux, John Steele, John Michell, Nigel Pennick, Martin Brennan, Harry Oldfield[109] and more, a Mystic Fire Video from Trigon Communications, Inc, New York, 1988 (reissued 1990), also by EMPRESS, Wales, UK, 95 minutes, VHS.
- 1986 commentary, Feng-Shui: The Science of Sacred Landscape in Old China, Ernest J. Eitel, Syngergetic Press ISBN 0-907791-09-3
- 1988 The Dimensions of Paradise: The Proportions and Symbolic Numbers of Ancient Cosmology, London : Thames and Hudson, 1988. ISBN 0-500-01386-1
- 1989 The Traveller's Key to Sacred England , reissued 2006, Gothic Image ISBN 0-906362-63-6
- 1989 Secrets of the Stones: New Revelations of Astro-Archaeology and the Mystical Sciences of Antiquity, Destiny Books, ISBN 0-89281-337-7
- 1989 Earth Spirit: Its Ways, Shrines and Mysteries , Thames and Hudson, ISBN 0-500-81011-7
- 1990 New Light on the Ancient Mystery of Glastonbury, Gothic Image Publications ISBN 0-906362-15-6 (p/b), ISBN 0-906362-14-8 (h/b)
- 1991 Dowsing the Crop Circles, (Editor), Gothic Image Publications, ISBN 0-906362-17-2
- 1991 Twelve Tribe Nations and the Science of Enchanting the Landscape, with Christine Rhone, Thames and Hudson, ISBN 0-933999-49-6
- 1994 At the Center of the World: Polar Symbolism Discovered in Celtic, Norse and Other Ritualized Landscapes, Thames and Hudson, ISBN 0-500-01607-0
- 1996 Who Wrote Shakespeare?, Thames and Hudson ISBN 0-500-01700-X
- 2000, with Bob Rickard, Unexplained Phenomena: Mysteries and Curiosities of Science, Folklore and Superstition, Rough Guides, ISBN 1-85828-589-5
- 2000 The Temple at Jerusalem: A Revelation, Samuel Weiser. ISBN 1-57863-199-8, ISBN 978-1-57863-199-5
- 2001 The Dimensions of Paradise: The Proportions and Symbolic Numbers of Ancient Cosmology , Adventures Unlimited, ISBN 0-932813-89-5
- 2002 The Face and the Message: What Do They Mean and Where Are They From?, Gothic Image, ISBN 0-906362-61-X
- 2003 The Traveller's Guide to Sacred England: A Guide to the Legends, Lore and Landscapes of England's Sacred Places, Gothic Image Publications, ISBN 978-0-906362-63-1
- 2003 Prehistoric Sacred Sites of Cornwall, Wessex Books, ISBN 978-1-903035-18-4
- 2005 Confessions of a Radical Traditionalist, Dominion Press, ISBN 0-9712044-4-6
- 2006 "Prehistoric Sacred Sites of Cornwall", Wessex Books, ISBN 978-1-903035-18-4
- 2006 Euphonics: A Poet's Dictionary of Sounds, Wooden Books, ISBN 978-1-904263-43-2
- 2008 Dimensions of Paradise, The Sacred Geometry, Ancient Science and the Heavenly Order on Earth, (revised edition of City of Revelation) Inner Traditions, Bear & Company.
- 2009 How The World Is Made: The Story Of Creation According To Sacred Geometry, (with Allan Brown), Thames & Hudson ISBN 0-500-51510-7
- 2009 Sacred Center: The Ancient Art of Locating Sanctuaries, Inner Traditions, ISBN 1-59477-284-3
- 2010 Michellany, A John Michell Reader, ed. Jonangus Mackay, Michellany Editions, London. ISBN 978-0-9566428-0-6